# Naissance en 1285
Naissance
- 1281
- 1282
- 1283
- 1284
- 1285
- 1286
- 1287
- 1288
- 1289

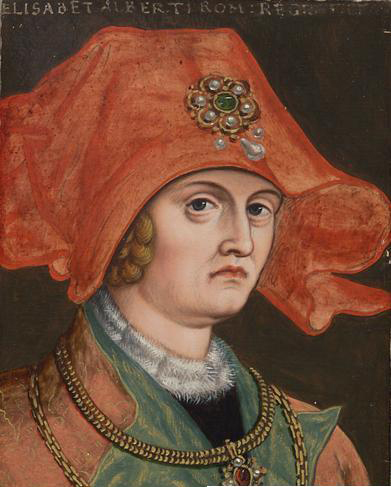
Élisabeth d'Autriche, née vers 1285.

Cette page dresse une liste de personnalités nées au cours de l'année 1285 :

## En Europe
- 1er mai : Edmond FitzAlan, 2e comte d'Arundel, fut un courtisan anglais resté loyal au souverain Édouard II d'Angleterre.
- 6 décembre : Ferdinand IV de Castille, roi de Castille.
- Robert VIII Bertrand de Bricquebec, baron de Bricquebec, vicomte de Roncheville, homme d'État, diplomate et militaire.
- Marco Cornaro, 59e doge de Venise.
- Marguerite d'Artois, comtesse consort d'Évreux.
- Pierre II de Grailly, vicomte de Benauges et de Castillon.
- Guillaume de Jauche, dernier seigneur de Sedan.
- Sancia de Majorque, reine consort de Naples, duchesse consort de Calabre.
- Elzéar de Sabran, baron d'Ansouis, comte d'Ariano, saint catholique.
- Michel de Trébizonde, ou Michel Mega Comnène, empereur de Trébizonde durant quelques heures.
- Élisabeth d'Autriche, régente du duché de Lorraine.
- Ferrer Bassa, parfois mentionné sous le nom de Jaume Ferrer Bassa, peintre et miniaturiste de la Couronne d'Aragon.
- Guillaume d'Ockham, dit le « Docteur invincible » et le « Vénérable initiateur », théologien et philosophe anglais, qui dénia tout pouvoir temporel au pape.
- Trojden Ier de Czersk, duc de Czersk.
- Bondavin de Draguignan, créancier et entrepreneur juif provençal.
- Baudouin de Luxembourg, archevêque et prince-électeur de Trèves, administrateur du Diocèse de Mayence et, avec quelques interruptions, administrateur des diocèses de Worms et de Spire.
- Patrick Dunbar (9e comte de March).

## En Asie
- Hōjō Koresada, membre du clan Hōjō, est le treizième rensho (assistant du shikken) et onzième Minamikata rokuhara Tandai (assistant chef de la sécurité intérieure à Kyoto).
- 9 mars : Go-Nijō, 94e empereur du Japon.

## En Afrique
- Al-Mustakfi Ier, ou Abû ar-Rabî` Sulaymân al-Mustakfi bi-llâh, calife abbasside au Caire.
- An-Nâsir Muhammad ben Qalâ'ûn, sultan mamelouk bahrite d’Égypte.

## Crédit d'auteurs
- Cet article est partiellement ou en totalité issu de l'article intitulé « 1285 » (voir la liste des auteurs).